# Jakub Bažant
Jakub Bažant, rodným jménem Jakub Kabelák (* 6. října 1958 Praha), je český sportovní novinář, publicista a televizní komentátor. Jeho profesní život je spjatý zejména s Československou a později Českou televizí.

## Život
Jeho otcem byl herec Jiří Kabelák, matkou herečka a později produkční Československé televize Hana Bažantová. Jeho strýcem z matčiny strany byl hudební skladatel Jiří Bažant.
Původně se narodil jako Jakub Kabelák. Otec o rodinu nejevil zájem, z toho důvodu ho matka nechala úředně přejmenovat.
Vystudoval pražské Gymnázium Nad Štolou se sportovním zaměřením. Už během gymnaziálních studií se začal věnovat basketbalu. Zároveň psal do školního časopisu a později i do deníku Večerní Praha.
Po gymnáziu se přihlásil ke studiu na Fakultě osvěty a novinářství Univerzity Karlovy. V rámci studií se začal orientovat na televizní žurnalistiku. Dobrý vztah navázal s vedoucím příslušné katedry Miroslavem Hladkým, který mu po zakončení studia (titul PhDr.) pomohl získat práci v Československé televizi.
Je ženatý. S manželkou Petrou, lektorkou německého jazyka, mají dvě děti - dcery Barboru a Elišku.

## Profesní dráha

### Československá/Česká televize
Do Hlavní redakce tělovýchovy a motorismu Bažant nastoupil v roce 1982. Jeho specializací se stala spartakiáda, okrajově se věnoval tzv. menším sportům (referoval např. o pochodu Praha-Prčice). Jako směnař se podílel na vzniku pořadu Branky, body, vteřiny, které později moderoval. Zároveň byl od roku 1987 jedním z moderátorů sportovní části pořadů Aktuality a Televizní noviny. Sporadicky se věnoval i komentování přímých sportovních přenosů.
Od roku 1988 se podílel na přípravě živě vysílaného pořadu pro mladé diváky Kontakt. Během sametové revoluce uskutečnil v roli reportéra tohoto pořadu několik živých vstupů z manifestací na pražském Václavském náměstí.
Po listopadu 1989 pokračoval v natáčení reportáží pro sportovní pořady a jejich moderování. Kromě toho v roce 1991 moderoval s Martou Kubišovou Adventní koncerty České televize. Od roku 1992 komentoval dění na několika olympijských hrách. Jeho obory byla sportovní gymnastika, basketbal, jezdectví a sjezdové lyžování (později k nim přibyly ještě sáně, boby a skeleton).
Mezi roky 1991 a 1997 se pravidelně umisťoval mezi deseti nejoblíbenějšími sportovními komentátory v rámci divácké ankety TýTý. V letech 1991 a 1992 obsadil v této anketě druhou příčku (hned po Petru Vichnarovi).
V roce 1997 Bažant z České televize odešel kvůli neshodám manažerskými metodami Jiřího Baumruka (v letech 1992–2000 byl Baumruk šéfredaktorem Redakce sportu ČT). Nějaký čas se věnoval sportovnímu managementu. Podílel se například na vzniku Národní basketbalové ligy - pokusu o profesionalizaci nejvyšší basketbalové soutěže po vzoru severoamerické NBA.
V roce 1999 začal Bažant opětovně spolupracovat s Českou televizí. Naplno se do ČT vrátil poté, co v únoru 2000 vystřídal Jiřího Baumruka na postu šéfredaktora Redakce sportu Jaromír Bosák. V roce 2002 na tuto pozici sám kandidoval, ve výběrovém řízení však neuspěl. Nový šéfredaktor Ota Černý ho následně přizval do vedení Redakce sportu, ve kterém Bažant setrval do roku 2010.
Podílel se na koncepci samostatného televizního kanálu ČT4 Sport, jehož vysílání bylo spuštěno v únoru 2006.
Během svého působení v České televizi inicioval vznik řady dlouhodobě vysílaných pořadů, na kterých se podílel jako dramaturg či scenárista. Patří k nim pořady Time Out, Paralympijský magazín, Basketmánie či Sokolský zpravodaj. V této roli má na kontě má i desítky televizních dokumentů, např. Cílové roviny Kateřiny N. (2010; o Kateřině Neumannové), T... jako TÝM! (2011; o účasti české reprezentace na MS basketbalistek) nebo Sokol žije (2018).

### Publicistika
Publicisticky se Bažant podílel na několika knihách shrnujících dění na příslušných olympijských hrách. V roce 2008 to byla publikace Peking 2008, v roce 2010 kniha ZOH 2010 Vancouver.
V roce 2010 byl jedním z autorů knihy Stříbro s chutí zlata, která mapovala českou účast na mistrovství světa basketbalistek.
V roce 2014 vydal knihu Nebáli se odvahy, kterou napsal společně s Jiřím Závozdou. Podílel se na scénáři k celovečernímu filmu Zlatý podraz, který v roce 2018 natočil podle této knihy režisér Radim Špaček.
V roce 2024 byl spoluatorem publikace Ukázali krásu basketbalu: Roky 1993–2024 v příbězích a faktech.

## Další aktivity
Je členem Mezinárodní federace sportovních televizí a filmů (FICTS) a prezidentem české sekce této federace.
Dlouhodobě zasedá v porotě festivalu sportovních filmů Sportfilm. V letech 2023–2024 byl programovým ředitelem tohoto festivalu.
V roce 2007 stál u zrodu charitativní iniciativy Každý koš pomáhá.